# Callan Mulvey
 (décembre 2010).
Si vous disposez d'ouvrages ou d'articles de référence ou si vous connaissez des sites web de qualité traitant du thème abordé ici, merci de compléter l'article en donnant les références utiles à sa vérifiabilité et en les liant à la section « Notes et références ».
Pour les articles homonymes, voir Mulvey.
Callan Mulvey est un acteur australien, né le 23 février 1975 à Auckland (Nouvelle-Zélande). Il a commencé sa carrière avec le  rôle de Drazic dans la série télévisée Hartley, cœurs à vif et a plus tard évolué dans le Cinéma hollywoodien dans les productions Marvel Studios.

## Biographie

### Années 1990: débuts et révélation télévisuelle
Entouré de ses parents, frère et sœur, Callan passe une jeunesse paisible à New-Lynn (périphérie de Auckland) en Nouvelle-Zélande, où il reçoit, inculquée par ses parents, une éducation inspirée des codes de conduite des Maoris.
Puis vient l'année 1983, durant laquelle il immigre avec ses parents en Australie, dans la ville de Balgowlah (banlieue de Sydney). D'abord renvoyé de son collège pour indiscipline, Callan rejoint l'établissement scolaire de Beacon Hills, où il fait la connaissance d’un certain Jon Pollard. Partageant la même passion pour les sports de glisse, les deux garçons deviennent rapidement inséparables.
Quand vient l'apparition des premiers roller en ligne (patins à roulettes en ligne) en Australie, Callan et Jon sont aussitôt séduits par cette nouvelle forme de glisse. Tous deux en deviennent rapidement des spécialistes et attirent l'œil d'un directeur d'un grand fabricant de rollers. Subjugué par leur agilité, ce dernier leur propose de les parrainer afin de promouvoir sa marque. Nous sommes en 1993, Callan, fraîchement diplômé, accepte la proposition et met un terme à ses études.
Callan et Jon Pollard sont alors membres de la première équipe professionnelle de Rollerblade en Australie : le « Manly Blade Team ». Durant quelques années, ils se produisent dans de nombreux shows à travers l'Australie et aux États-Unis. C'est à Los Angeles d'ailleurs que Callan se fait percer le sourcil et également tatouer la cheville.
Durant l'année 1994, Jon Pollard abandonne le roller pour incarner le rôle d'Alan Bolton dans la toute nouvelle série télévisée australienne Hartley, cœurs à vif. De son côté, Callan, continue ses tournées avec le Manly Blade Team. Mais depuis le départ de Jon, le cœur n'y est plus, et Callan ressent une certaine lassitude.
Au cours de l'année 1996, Callan apprend qu’un casting s'organise afin de recruter les nouveaux acteurs de la cinquième saison de Hartley. Recommandé auprès de l'équipe par Jon Pollard, il est retenu pour le rôle de Bogdan Drazic et devient la nouvelle star de la série, qui lancera ainsi sa carrière d'acteur. Ses expériences professionnelles en tant que promoteur de rollers en ligne seront d'ailleurs des éléments récupérés dans quelques épisodes de la série.
Il a eu une relation avec l'actrice Lara Cox, sa partenaire sur le plateau de Hartley, cœurs à vif entre 1997 et 2000.

### Années 2000 2002- 2010: interruption et comeback hollywoodien

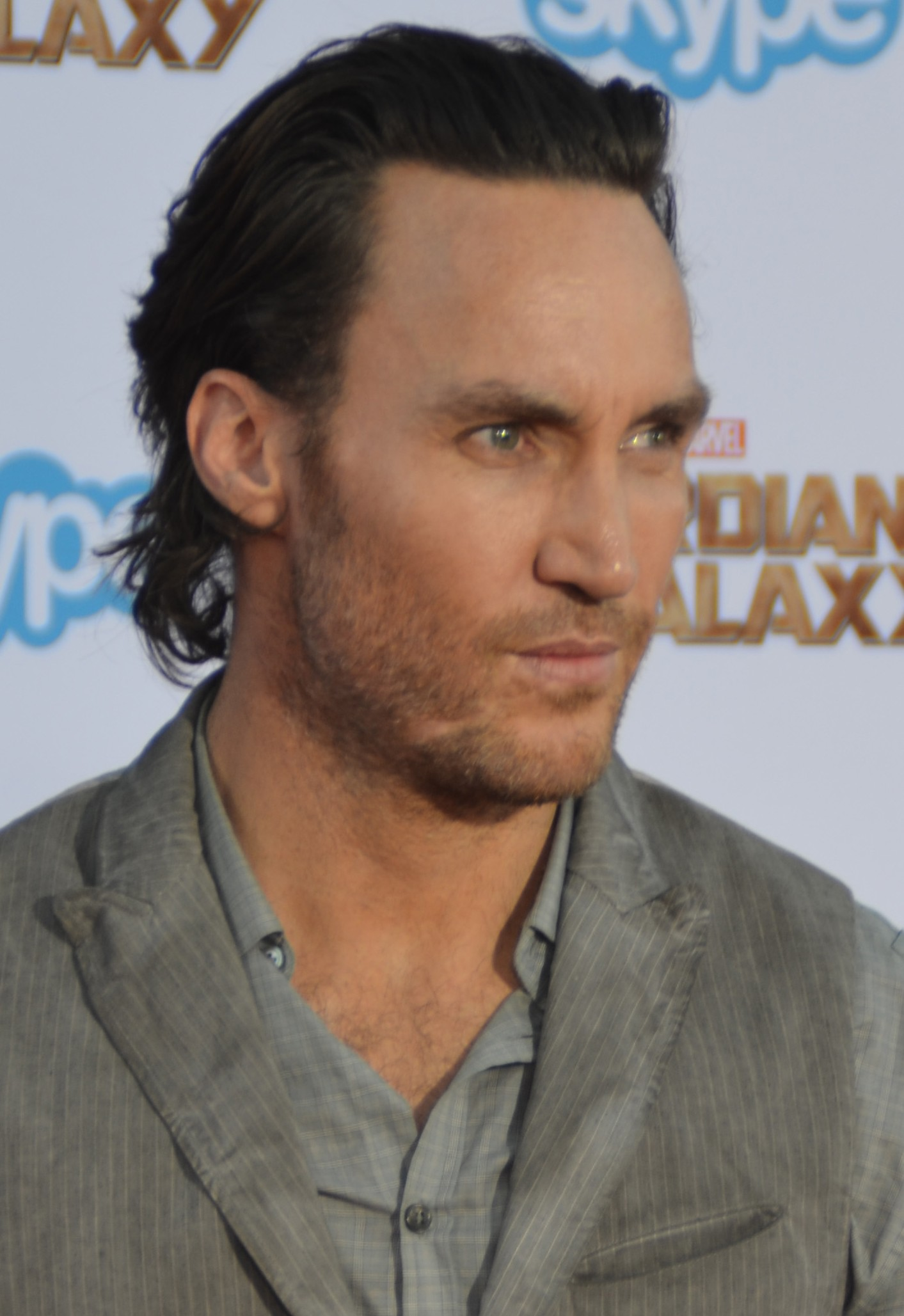
L'acteur en juillet 2014, à la première de Guardians of the Galaxy.

En mai 2004, sa carrière est interrompue par un grave accident de voiture. À la suite de cet accident, il est méconnaissable puisqu'il est atteint sur toute la partie gauche de son corps : mâchoire broyée, os de son visage disloqués, multiples fractures notamment au niveau de la jambe gauche et de la cheville et surtout, il perd la vision d'un œil. Après huit jours passés dans le coma, Callan s'en sort miraculeusement grâce à la chirurgie : il a 16 plaques en titane dans le crâne, une longue cicatrice sur le visage et a longtemps utilisé une canne pour se déplacer.
Il se reconstruit néanmoins personnellement et professionnellement : en décembre 2010, lorsqu'il se marie avec une enseignante, Rachel Thomas, il a déjà repris le chemin des plateaux de tournage et enchaîne les rôles dans des séries télévisées australiennes : d'abord en apparaissant dans cinq épisodes de la populaire série Underbelly, puis un rôle principal dans une nouvelle série sentimentale pour adolescents, Summer Bay, diffusée entre 2006 et 2008. Il s'aventure ensuite sur le terrain de la série d'action musclée, avec le succès Rush, qui dure quatre saisons, entre 2008 et 2011, et mène la mini-série Bikie Wars : Brothers in Arms, diffusée en 2012.
Cette même année, il fait ses débuts à Hollywood, pour des personnages de terrain, souvent impassibles et durs à cuire. Après un second rôle dans l'acclamé thriller géopolitique Zero Dark Thirty, de Kathryn Bigelow, sorti en 2012, il évolue dans deux blockbusters marquants de l'année 2014 : d'abord en prêtant ses traits à Scyllias dans 300 : La Naissance d'un empire, de Noam Murro, puis à Jack Rollins, un des membres de l'équipe de Steve Rogers au sein du SHIELD, dans Captain America, le soldat de l'hiver, sous la direction d'Anthony et Joe Russo.
Il participe aussi à des productions plus modestes, mais pour des rôles plus développés comme dans Miss Meadows, satire menée par Katie Holmes, puis la comédie d'action Kill Me Three Times, aux côtés de Simon Pegg.
L'année 2016 lui permet de poursuivre sur cette lancée : après un nouveau rôle d'homme de main impitoyable dans la superproduction Batman v Superman : L'Aube de la justice, de Zack Snyder, et un rôle de guerrier dans l'adaptation Warcraft : Le Commencement, une adaptation signée Duncan Jones, il apparaît dans la troisième saison de la série télévisée Power.
En 2020, il retrouve Eva Green (après 300 : La Naissance d'un empire) dans la série The Luminaries.

## Filmographie

### Cinéma

#### Longs métrages
- 2004 : Thunderstruck de Darren Ashton : Sam
- 2011 : The Hunter de Daniel Nettheim : Un chasseur rival
- 2012 : Zero Dark Thirty de Kathryn Bigelow : Un soldat
- 2013 : 300 : La Naissance d'un empire (300 : Rise of an Empire) de Noam Murro : Scyllias
- 2014 : Captain America, le soldat de l'hiver (Captain America: The Winter Soldier) d'Anthony et Joe Russo : Jack Rollins
- 2014 : Kill Me Three Times : Jack Taylor
- 2014 : Miss Meadows de Karen Leigh Hopkins : Skylar
- 2016 : Batman v Superman : L'Aube de la justice de Zack Snyder : Anatoli Knyazev / KGBeast
- 2016 : Warcraft : Le Commencement de Duncan Jones : Un soldat
- 2017 : Beyond Skyline de Liam O'Donnell : Harper
- 2017 : Sang d'acier (Ji qi zhi xue) de Leo Zhang : Andrew
- 2018 : Outlaw King : Le Roi hors-la-loi (Outlaw King) de David Mackenzie : John III Comyn
- 2018 : In Like Flynn de Russell Mulcahy : Johnson
- 2018 : Delirium de Dennis Iliadis (en) : Alex Walker
- 2018 : Desolate de Frederick Cipoletti : Van
- 2019 : Avengers : Endgame : Jack Rollins
- 2020 : Plus rien à f*** (The F**k-It List) de Michael Duggan : Dee
- 2020 : High Ground de Stephen Johnson : Eddy
- 2020 : Shadow in the Cloud de Roseanne Liang : Capitaine Reeves
- 2020 : Anti-Life (Breach) de John Suits : Teek
- 2020 : Les Démons du maïs (Children of the Corn) de Kurt Wimmer : Robert Williams
- 2022 : The Gray Man d'Anthony et Joe Russo

#### Court métrage
- 2008 : Glass de Jayne Montague : John

### Télévision

#### Séries télévisées
- 1996 - 1999 : Hartley, cœurs à vif (Heartbreak High) : Bogdan Drazic
- 1999 : All Saints : Stewie Holder
- 2000 : Pizza : Dave
- 2001 : BeastMaster, le dernier des survivants (BeastMaster) : Rikko
- 2001 : Head Start : Rodney "Rod" Hunter
- 2006 - 2008 : Summer Bay (Home & Away) : Johnny Cooper
- 2007 : Le Ranch des McLeod (McLeod's Daughters) : Mitch Wahlberg
- 2007 : Sea Patrol : Horst Wenders
- 2008 : Underbelly : Mark Moran
- 2008 - 2011 : Rush : Brendan "Josh" Joshua
- 2011 : SLiDE : Bailey
- 2012 : Bikie Wars: Brothers in Arms : Anthony "Snoddy" Spencer, le président des Bandidos
- 2016 : Power : Dean / Milan
- 2019 : Too Old to Die Young : Keith Redford
- 2020 : The Luminaries : George Shepard
- 2020 : Mystery Road : Simon

#### Téléfilms
- 2001 : The Finder de Frank Shields : Sam Natoli
- 2001 : Code rouge (Code Red) de Ian Gilmour : Cage Sorrentino

## Distinctions

### Récompenses
- 2021 : The Equity Ensemble Awards du meilleur acteur invité dans un second rôle dans une série télévisée dramatique pour Mystery Road (2018-) partagé avec Aaron Pedersen, Jada Alberts, Tasma Walton, Rob Collins, Gary Sweet, Ursula Yovich, Tasia Zalar, Sofia Helin, Ngaire Pigram, Stan Yarramunua, Mark Mitchinson, Rhimi Johnson, Keith Robinson et Kirk Page .

### Nominations
- 1998 : Logie Awards du nouveau talent le plus populaire dans une série télévisée dramatique pour Hartley, cœurs à vif (Heartbreak High) (1996-1999).
- 50e cérémonie des Australian Film Institute Awards 2008 : Meilleur acteur dans une série télévisée dramatique pour Rush (2008-2011).
- 2009 : Logie Awards de l'acteur le plus talentueux dans une série télévisée dramatique pour Rush (2008-2011).
- 2011 : Logie Awards de l'acteur le plus populaire dans une série télévisée dramatqiue pour Rush (2008-2011).
- 2020 : Australian Academy of Cinema and Television Arts Awards du meilleur acteur invité dans un second rôle dans une série télévisée dramatqiue pour Mystery Road (2018-).
- 26e cérémonie des Screen Actors Guild Awards 2020 : Meilleure équipe de cascadeurs dans un drame biographique pour Le Mans 66 (Ford v. Ferrari) (2019) partagé avec Wade Allen, Brian Avery, Ben Aycrigg, Sibi Blazic, Heather Bonomo, Todd Bryant, Joe Bucaro III, Jeff Bucknum, Jon Capps, Chris Carnel, Wyatt Carnel, Mark Chadwick, Alex Chansky, Doug Coleman, Ben Collins, Kelly Collins, Clay Cullen, Paul Dallenbach, Niko Dalman, Philip Dido, Anthony DiRocco, Danny Downey, Shauna Duggins, Colin Follenweider, Kevin Foster, Tanner Foust, Jeremy Fry, Mickey Giacomazzi, Lance Gilbert, Levi Gilbert, Tim Gilbert, Jason Gray, Dean Grimes, Erika Grimes, Adam Hart, Steve Hassenpflug, Cassidy Hice, Derek Hill, Craig Hosking, Ryan Hosking, Samuel Hubinette, Zach Hudson, Tony Hunt, Adam Jeffrey, Karin Justman, Johnny Kanavas, Jason Kehler, Henry Kingi, Darren Law, Nicole Lawrence, Daniel Leavitt, Malosi Leonard, Bethany Levy, Jalil Jay Lynch, David MacDonald, Brian Machleit, Cody Mackie, Alex Madison, Mike Majesky,  Dailyn Matthews, Brad McCabe, Jeff Milburn, Monette Moio, Anthony Molinari, T. Ryan Mooney, Matt Mullins, Robert Nagle, Michael Owen, Allan Padelford, Kyle Padelford, Chris Palermo, Jim Palmer, Dan Pera, Denney Pierce, Randall Reitenbach, Bayland Rippenkroeger, Jimmy N. Roberts, Scott Rogers, Erika Rondell, Casey Rutherford, Rich Rutherford, Anthony G. Schmidt, Paul Anthony Scott, Tina Sen Gordon, Craig Frosty Silva, Brian Simpson, Brett Smrz, Gregg Smrz, Tim Soergel, Greg Tracy, Ashley Rae Trisler, Jason Tubbs, Jaye Tyroff, Vanessa Vander Pluym, Stéphan Verdier, Tyler Vogt, Chris L. Ward, Jeff Winn, Nico Woulard et Danny Wynands.

## Voix francophones
En France
| - Emmanuel Garijo dans (les séries télévisées) : - Hartley, cœurs à vif - Talents and Co - Thierry Kazazian dans : - Rush (série télévisée) - Kill Me Three Times - Jérôme Keen dans : - Underbelly (série télévisée) - Beyond Skyline - Serge Biavan dans : - 300 : La Naissance d'un empire - Batman v Superman : L'Aube de la justice | - Serge Faliu dans : - Outlaw King : Le Roi hors-la-loi - Firebite (en) (série télévisée) Et aussi - Yann Pichon dans Zero Dark Thirty - Thomas Roditi dans Captain America : Le Soldat de l'hiver - Franck Dacquin dans Power (série télévisée) - Marc Weiss dans Anti-Life - Sacha Petronijevic dans The Gray Man |